# Episodi di NCIS - Unità anticrimine (sesta stagione)
La sesta stagione della serie televisiva NCIS - Unità anticrimine è stata trasmessa in prima visione negli Stati Uniti d'America da CBS dal 23 settembre 2008 al 19 maggio 2009.
In Italia, la stagione è stata trasmessa in prima visione da Rai 2 dal 6 settembre 2009 al 14 marzo 2010.
| nº | Titolo originale    | Titolo italiano        | Prima TV USA      | Prima TV Italia   |
| -- | ------------------- | ---------------------- | ----------------- | ----------------- |
| 1  | Last Man Standing   | Il traditore           | 23 settembre 2008 | 6 settembre 2009  |
| 2  | Agent Afloat        | Agente di bordo        | 30 settembre 2008 | 13 settembre 2009 |
| 3  | Capitol Offense     | Scandali a Washington  | 7 ottobre 2008    | 20 settembre 2009 |
| 4  | Heartland           | Paese natale           | 14 ottobre 2008   | 27 settembre 2009 |
| 5  | Nine Lives          | Nove vite              | 21 ottobre 2008   | 11 ottobre 2009   |
| 6  | Murder 2.0          | Rompicapo              | 28 ottobre 2008   | 18 ottobre 2009   |
| 7  | Collateral Damage   | La resa dei conti      | 11 novembre 2008  | 25 ottobre 2009   |
| 8  | Cloak               | La talpa               | 18 novembre 2008  | 1º novembre 2009  |
| 9  | Dagger              | L'ostaggio             | 25 novembre 2008  | 8 novembre 2009   |
| 10 | Road Kill           | Omissione di soccorso  | 2 dicembre 2008   | 15 novembre 2009  |
| 11 | Silent Night        | Vigilia di Natale      | 16 dicembre 2008  | 22 novembre 2009  |
| 12 | Caged               | In gabbia              | 6 gennaio 2009    | 29 novembre 2009  |
| 13 | Broken Bird         | Portatore di morte     | 13 gennaio 2009   | 6 dicembre 2009   |
| 14 | Love and War        | Anelli di fidanzamento | 27 gennaio 2009   | 13 dicembre 2009  |
| 15 | Deliverance         | Guerra di bande        | 10 febbraio 2009  | 20 dicembre 2009  |
| 16 | Bounce              | Tropici                | 17 febbraio 2009  | 10 gennaio 2010   |
| 17 | South by Southwest  | Un quadro rivelatore   | 24 febbraio 2009  | 17 gennaio 2010   |
| 18 | Knockout            | Fuori gioco            | 17 marzo 2009     | 24 gennaio 2010   |
| 19 | Hide and Seek       | Omicidio involontario  | 24 marzo 2009     | 31 gennaio 2010   |
| 20 | Dead Reckoning      | Scambio di favori      | 31 marzo 2009     | 7 febbraio 2010   |
| 21 | Toxic               | Tossico                | 7 aprile 2009     | 14 febbraio 2010  |
| 22 | Legend (Part 1 e 2) | Leggenda (1 e 2 parte) | 28 aprile 2009    | 21 febbraio 2010  |
| 23 | Legend (Part 1 e 2) | Leggenda (1 e 2 parte) | 5 maggio 2009     | 28 febbraio 2010  |
| 24 | Semper Fidelis      | Gioco pericoloso       | 12 maggio 2009    | 7 marzo 2010      |
| 25 | Aliyah              | Vendetta               | 19 maggio 2009    | 14 marzo 2010     |

## Il traditore
- Titolo originale: Last Man Standing
- Diretto da: Tony Wharmby
- Scritto da: Shane Brennan

### Trama
Dopo la morte del direttore Shepard, Tony, Ziva e McGee sono stati rimpiazzati da un nuovo team, formato dagli agenti Lee, Keating e Langer. Vance incarica Gibbs di individuare una talpa nel nuovo team appena formato. Con l'aiuto dell'agente McGee, Gibbs è in grado di tracciare le chiamate tra Lee ed un sottufficiale defunto ma, dopo una lunga verifica sulle telefonate dell'agente Lee, lei viene scagionata. Mentre Keating viene interrogato, dei colpi vengono sparati e l'agente Lee viene ritrovata con il corpo di Langer, che lei ha ucciso. Gibbs e Vance arrivano alla conclusione che Langer doveva essere la talpa. Alla fine McGee e Ziva si ricongiungono con Gibbs nel loro open-space, mentre l'agente Lee si avvia verso l'ascensore. Mentre sta per uscire di scena, la donna riceve un messaggio sul cellulare che dice: "Sospettano qualcosa?". La risposta è un semplice: "No". Tutto dunque lascia intendere che è lei la talpa e non il defunto Langer.

## Agente di bordo
- Titolo originale: Agent Afloat
- Diretto da: Tom Whrigt
- Scritto da: Dan E.Fesman e David J.North

### Trama
Mentre è ancora di stanza su una portaerei, Di Nozzo scopre che l'apparente suicidio di un tenente della Marina può essere collegato ad uno schema più grande e pericoloso. Si scopre, infatti, che l'ufficiale è stato ucciso giorni addietro e che qualcun altro ha preso il suo posto, minacciando di liberare dell'antrace sulla portaerei. Gibbs e la sua squadra vengono inviati ad aiutare con l'indagine. Alla fine, a Di Nozzo è permesso di tornare a Washington, nonostante l'opposizione del direttore Vance.

## Scandali a Washington
- Titolo originale: Capitol Offense
- Diretto da: Dennis Smith
- Scritto da: George Schenck e Frank Cardea

### Trama
Durante una corsa in bici a Rock Creek Park, due ragazzi scoprono nel lago il cadavere di Carrie McClellan, capitano di corvetta di stanza al Pentagono e addetta alle relazioni del Congresso per l'Ufficio Affari Legislativi della Marina. Durante le operazioni di rilevamento delle prove, Gibbs riceve una telefonata e scappa senza dare spiegazioni, lasciando perplessi Tony, McGee e Ziva. Gibbs incontra di nascosto un senatore, suo amico dai tempi in cui entrambi erano in servizio in Iraq. Il senatore chiama Gibbs con il nomignolo Gunny e gli confessa che aveva una relazione con il capitano di corvetta morto. Il senatore cerca di discolparsi rivelando che qualcuno lo vuole incastrare, perché sta per fare approvare una legge che abbasserà i consumi di carburante, a danno delle compagnie petrolifere. Il direttore Vance riceve una telefonata effettuata con un programma digitale, che dice dove si trova l'arma del delitto. Tony e McGee vanno a recuperare l'arma in un canale putrido e i rilievi sulla pistola conducono al senatore. Un'altra telefonata giunge al direttore dell'NCIS e dice che Gibbs sta coprendo un suo vecchio amico. Dopo aver incontrato Vance e Gibbs all'NCIS, il senatore rientra a casa e confessa alla moglie di averla tradita. Abby, intanto, sta compiendo un'indagine personale per scoprire chi le ha rubato un dolce dal frigorifero e scopre che è stato McGee, il quale si becca due scappellotti da Ziva e da Tony. Gibbs riceve a casa sua la visita della moglie del senatore che gli dice che, pur essendo arrabbiata con il marito, è convinta che un marine non avrebbe mai sparato alle spalle di un altro marine, per di più donna. Poco dopo, il braccio destro del senatore viene trovato morto, con una lettera di spiegazioni per il suo suicidio e un computer su cui era stato appena inserito un programma che riproduce la voce. Caso risolto, almeno all'apparenza, ma non per il team di Gibbs, che continua ad indagare contro la volontà del direttore Vance. Infatti, alla conferenza stampa del senatore, Gibbs arresta la moglie, colpevole di aver ucciso il capitano di corvetta McClellan per gelosia. La donna si è tradita quando ha parlato a Gibbs del colpo di pistola alla schiena, particolare che non era stato reso noto. Gibbs arresta anche il senatore, che ha commesso l'altro omicidio, quello del suo braccio destro, per sviare i sospetti.

## Paese natale
- Titolo originale: Heartland
- Diretto da: Tony Wharmby
- Scritto da: Jesse Stern

### Trama
Una coppia di marines viene aggredita all'uscita da un night-club. Di questi due, uno viene ucciso, e l'altro viene lasciato in fin di vita. L'NCIS viene chiamata ad indagare, e l'indagine porta la squadra a Stillwater, Pennsylvania, la città natale di uno dei due marines ed anche di Gibbs. La ricerca li conduce al proprietario di una miniera ed alla sua famiglia; sua figlia è stata l'ex fidanzata del marine ferito. Quando la squadra scopre che il marine ferito è effettivamente il figlio del proprietario della miniera, l'indagine si rivolge al genero di quest'ultimo, che si scopre essere il mandante dell'attacco ai due marines. Sempre nella sua città, il team di Gibbs incontra il padre del loro capo: Jackson Gibbs, che gestisce un negozio di alimentari. L'incontro tra padre è figlio è inizialmente freddo, in quanto Gibbs non ha perdonato al padre il fatto di essersi trovato una nuova compagna dopo la morte della madre. Tuttavia, il loro rapporto pian piano si rinsalda, soprattutto dopo che Jackson mostra al figlio l'auto sportiva che ha restaurato e rimesso in moto apposta per lui nel corso di 30 anni. Naturalmente Ziva, Abby, Di Nozzo e McGee sono sorpresi e stupefatti dall'incontro col padre del loro capo e cercano di capire che tipo di rapporti ci sia tra i due e cosa il vecchio Jackson abbia insegnato al figlio per renderlo ciò che è diventato. Durante l'indagine, Gibbs ritrova inoltre vecchi amici ed esplora il suo passato e, in particolare, le origini del suo rapporto con la sua prima moglie, Shannon, madre della sua unica figlia, Kelly, entrambe uccise molti anni prima.

## Nove vite
- Titolo originale: Nine Lives
- Diretto da: Dennis Smith
- Scritto da: Linda Burstyn, Dan E. Fesman e David J. North

### Trama
Un giovane marine viene brutalmente assassinato nel suo garage. Sull'arma del delitto la Scientifica trova le impronte del sergente Jack Kale, il superiore della vittima. Tuttavia Gibbs, DiNozzo e Ziva non riescono a interrogarlo, perché Kale è entrato nel programma "Protezione Testimoni", poiché è il testimone chiave di un processo su una persona accusata di omicidio. L'indagine viene quindi coordinata dall'FBI ed affidata all'agente Fornell. La squadra NCIS si vede così costretta, ancora una volta, a lavorare contro Fornell.

## Rompicapo
- Titolo originale: Murder 2.0
- Diretto da: Arvin Brown
- Scritto da: Steven D. Binder

### Trama
La squadra è costretta a lavorare la notte di Halloween a causa di un serial killer che pubblica su internet indizi sulle sue prossime vittime. Nell'ultima pubblicazione dell'omicida appare il volto di Gibbs. Gli investigatori si concentrano sul mondo della musica e arrestano un sospetto che fa dei falsi video di omicidi, mentre Vance decora una giovane agente dell'NCIS.

## La resa dei conti
- Titolo originale: Collateral Damage
- Diretto da: Terrence O'Hara
- Scritto da: Alfonso H. Moreno

### Trama
Un agente in servizio di sorveglianza in una banca di Quantico viene ucciso durante una rapina. Poiché si tratta di un omicidio commesso in una base dei marines, il direttore Vance assegna alla squadra una nuova recluta, l'agente Dwayne Wilson. Il bottino della rapina è quasi insignificante e poco dopo viene ritrovato un furgone con i resti carbonizzati dei pochi soldi sottratti. Perché allora è stata commessa la rapina? Durante le indagini, emerge che la stessa banda ha effettuato altre rapine molto più redditizie e che il figlio dell'agente ucciso era coinvolto. La rapina, dunque, è stata la copertura dell'assassinio dell'agente, con lo scopo di catturare suo figlio durante il funerale. La squadra raggiunge il cimitero proprio mentre la banda ha appena catturato il ragazzo, ma un intervento creativo della nuova recluta permetterà a Gibbs e ai suoi di arrestare i criminali. Nel finale della puntata, Gibbs si rende conto che l'agente Brent Langer - ritenuto un traditore e ucciso dall'agente Lee - è stato accusato ingiustamente.
- Altri interpreti: Rey Valentin (Dwayne Wilson)

## La talpa
- Titolo originale: Cloak
- Diretto da: James Whitmore Jr.
- Scritto da: Jesse Stern

### Trama
In una base militare dall'attività interna segreta viene consegnata una cassa con un cadavere congelato. La squadra di Gibbs sente puzza di bruciato e organizza un "ingresso" notturno. McGee oscura le videocamere mostrando sui video dei sorveglianti un filmato vuoto in loop, mentre DiNozzo e Ziva entrano seguendo le loro istruzioni via audio. Improvvisamente, l'allarme suona, nonostante fossero stati disattivati. Si scopre quindi che la squadra era stata sottoposta a un test allo scopo di testare la sicurezza di Domino, un programma che prevede nei dettagli la risposta statunitense ad attacchi terroristici contro obiettivi sensibili in Israele o Medio Oriente. DiNozzo e Ziva vengono catturati e vengono raggiunti da Gibbs e Vance. Tuttavia, l'intero test e l'edificio erano solo un'esca per il traditore. Grazie a un elemento radioattivo messo sulla tastiera di Domino, con un contatore geiger viene individuata... Abby! Lee si lava nervosamente le mani. Vance le chiede di procurarle un avvocato, quindi Lee esce e Vance la fa spiare per trovare il suo contatto. Lee viene interrogata, rivela che Langer è innocente e spiega la sua storia: è ricattata da alcuni sconosciuti che hanno rapito sua figlia. Lee esce dall'edificio e trova Gibbs in auto.

## L'ostaggio
- Titolo originale: Dagger
- Diretto da: Dennis Smith
- Scritto da: Reed Steiner e Christopher Waild

### Trama
Inizia il pedinamento di Lee, che lascia una pendrive in un giornale piegato al bar. Il contatto lo prende. Dinozzo viene, però, fermato da Lee, che gli rovescia un caffè addosso, e il contatto fugge. Grazie a un satellite spia riescono a localizzare la bambina con un rapitore, perciò Ziva e Dinozzo si recano in zona per tentare di recuperarla e di catturare i ricattatori. Trovano una catapecchia disabitata (a parte il cadavere del rapitore visto col satellite), e una stanza nascosta dove veniva rinchiusa la bimba. La squadra tenta nuovamente di intercettare il contatto di Lee, che si scopre essere un altro ricattato a cui è stata rapita la moglie e viene costretto a fare da tramite con Lee. Nel frattempo, Abby scopre che, in realtà, la figlia di Lee non è tale e che la moglie del ricattato è morta. È la sorella adottiva. Organizzano, allora, una cattura, proponendo uno scambio Domino-bambina in un bar, tramite il ricattato. Mentre Lee passa Domino al compagno di sventura, che lo mette in un menu del bar, su indicazione dei criminali via sms, Dinozzo e Ziva scoprono un supercomputer. Al bar, il ricattato si rivela essere il criminale, rapisce Lee e sequestra un autobus, ma lei riesce a immobilizzarlo per un attimo e Gibbs, ferito, spara, uccidendo entrambi. Domino è salvo, ma... in realtà non era mai uscito dall'ufficio del direttore dell' NCIS Leon Vance.

## Omissione di soccorso
- Titolo originale: Road Kill
- Diretto da: Thomas J. Wright
- Scritto da: Steven Kriozere

### Trama
La squadra indaga sull'omicidio di un sottufficiale di Marina morto in uno strano incidente stradale. Le indagini partono da un "fight club" di cui la vittima faceva parte.

## Vigilia di Natale
- Titolo originale: Silent Night
- Diretto da: Tony Wharmby
- Scritto da: Frank Cardea e George Schenck

### Trama
Sulla scena di un omicidio vengono ritrovate le impronte digitali di un ex ufficiale di Marina, Ned Quinn, ufficialmente deceduto parecchi anni fa. La polizia locale si rivolge quindi all'NCIS. Catturato l'uomo e ricostruita la sua storia, Gibbs non crede nella sua colpevolezza e apre un'indagine proprio il giorno di Natale. Gibbs chiama suo padre, Jack, per fargli gli auguri di Natale.
- Guest star: Peter Coyote

## In gabbia
- Titolo originale: Caged
- Diretto da: Leslie Libman
- Scritto da: Alfonso Moreno

### Trama
Gibbs manda McGee in una prigione femminile per interrogare una detenuta sospettata dell'omicidio di un marine, ma le cose non vanno come previsto e l'agente resta coinvolto in una rivolta scoppiata in seguito alla morte della guardia carceraria Hayden Trimble. Tenuto in ostaggio, dovrà anche scoprire chi ha ucciso Trimble. Alla fine si scopre che la guardia carceraria abusava sessualmente della figlia di una detenuta e che quest'ultima lo abbia ucciso per proteggerla, ma a confessare l'omicidio è la sospettata che McGee doveva interrogare, in modo da concedere alla vera colpevole di poter uscire entro un anno.

## Portatore di morte
- Titolo originale: Broken Bird
- Diretto da: James Whitmore Jr.
- Scritto da: Jesse Stern

### Trama
Durante le rilevazioni in seguito all'omicidio di un marine, il Dottor Mallard viene avvicinato e accoltellato in strada da una donna afghana, che poi va a chiedere asilo nella sua ambasciata. In seguito al racconto della donna, l'ambasciata informa Gibbs che il governo afghano chiederà che Ducky venga arrestato e processato per crimini di guerra commessi nel campo profughi di Jalozai, in Afghanistan. L'accusa è di aver torturato e ucciso il fratello della donna. Ducky, nonostante i tentativi di Gibbs e del resto della squadra di aiutarlo, si costituisce senza voler parlare dell'accaduto. Alla fine, viene alla luce che il colpevole delle torture a scopo di interrogatorio era un agente della CIA, mentre Ducky si occupava di curare le vittime delle sue torture. Il fratello della donna venne ucciso da Ducky con un'overdose di morfina per risparmiargli le continue e indicibili torture cui veniva sottoposto ogni giorno. La donna, dopo aver scoperto la verità, decide di perdonare Ducky, che viene quindi rilasciato.

## Anelli di fidanzamento
- Titolo originale: Love & War
- Diretto da: Terrence O'Hara
- Scritto da: Steven Binder e David J. North

### Trama
Un capitano del controspionaggio muore in circostanze bizzarre. L'NCIS pensa che sia stato ucciso e indaga sulla vita privata dell'ufficiale per scoprire il possibile movente. Le indagini si concentrano sulla sparizione di un microprocessore segreto e su una misteriosa donna cubana.

## Guerra di bande
- Titolo originale: Deliverance
- Diretto da: Dennis Smith
- Scritto da: Dan Fesman e Reed Steiner

### Trama
Durante le indagini in seguito all'omicidio di un marine, la squadra rimane coinvolta in una guerra di bande. Viene, infatti, ritrovato il cadavere di un uomo che, prima di morire, sembra aver scritto col suo sangue il numero di matricola di Gibbs. Il passato torna così a tormentare Gibbs, che chiede aiuto a Franks e affronta così un altro capitolo del suo passato.

## Tropici
- Titolo originale: Bounce
- Diretto da: Arvin Brown
- Scritto da: Steven Binder e David North

### Trama
Quando Gibbs si era momentaneamente ritirato in Messico, Tony aveva condotto, in qualità di suo sostituto, un'indagine su una truffa di un milione di dollari ai danni della Marina. Il colpevole, Renny Grant, viene rilasciato tre anni dopo in libertà condizionale e un suo compagno di lavoro viene ucciso in una stanza d'albergo presa a nome di Tony. Gibbs metterà Tony di nuovo a capo dell'indagine per risolverla una volta per tutte e lui si comporterà come se fosse un collega dello stesso livello di Ziva e McGee.

## Un quadro rivelatore
- Titolo originale: South by Southwest
- Diretto da: Thomas J. Wright
- Scritto da: Frank Cardea e George Schenck

### Trama
L'agente Patterson prende un appuntamento con Abby per consegnarle un pacco da analizzare. Strada facendo, un'auto si avvicina ad alta velocità e lo uccide. Bartholomew Lemming, della Sicurezza Nazionale, offre il suo aiuto nelle indagini, ma si scoprirà che è coinvolto nella vicenda.

## Fuori gioco
- Titolo originale: Knockout
- Diretto da: Tony Wharmby
- Scritto da: Jesse Stern

### Trama
Un pugile di nome Tyler Owens viene trovato ucciso. Vance apre un'indagine che inizia a seguire personalmente, lasciando fuori Gibbs. Va così a prelevare Tara, una psicanalista che conosceva Owens e proibisce ad Abby di informare Gibbs sui risultati delle ricerche. Ma Gibbs non se ne sta a guardare e ne approfitta per scavare nel passato di Vance.

## Omicidio involontario
- Titolo originale: Hide and Seek
- Diretto da: Dennis Smith
- Scritto da: Dan Fesman

### Trama
Nella scatola dei giochi del figlio di un marine al fronte, la madre trova una pistola e la consegna alle autorità che allertano l'NCIS. L'intera famiglia finisce sotto indagine per il crimine in questione. Abby analizza l'arma e scopre che ha sparato di recente. Interrogando il ragazzino, si scopre che lui e i suoi amichetti avevano precedentemente trovato un cadavere.

## Scambio di favori
- Titolo originale: Dead Reckoning
- Diretto da: Terrence O'Hara
- Scritto da: David J. North, Reed Steiner e Christopher Waild

### Trama
Trent Kort, un agente della CIA che in passato ha aiutato Gibbs, chiede che gli venga ricambiato il favore. Gibbs accetta di collaborare e inizia così la caccia ad un pericoloso criminale, che, però, viene ritrovato malato e in fin di vita. La minaccia non è più lui, infatti, ma uno degli uomini che lavoravano per il criminale.

## Tossico
- Titolo originale: Toxic
- Diretto da: Thomas J. Wright
- Scritto da: Steven Binder

### Trama
Il governo chiede aiuto ad Abby per continuare una missione interrotta a seguito della scomparsa di alcuni scienziati che vi lavoravano. Abby, però, non impiega molto a scoprire che la missione è una copertura per la costruzione di un'arma biologica da vendere al mercato nero.

## Leggenda (prima parte)

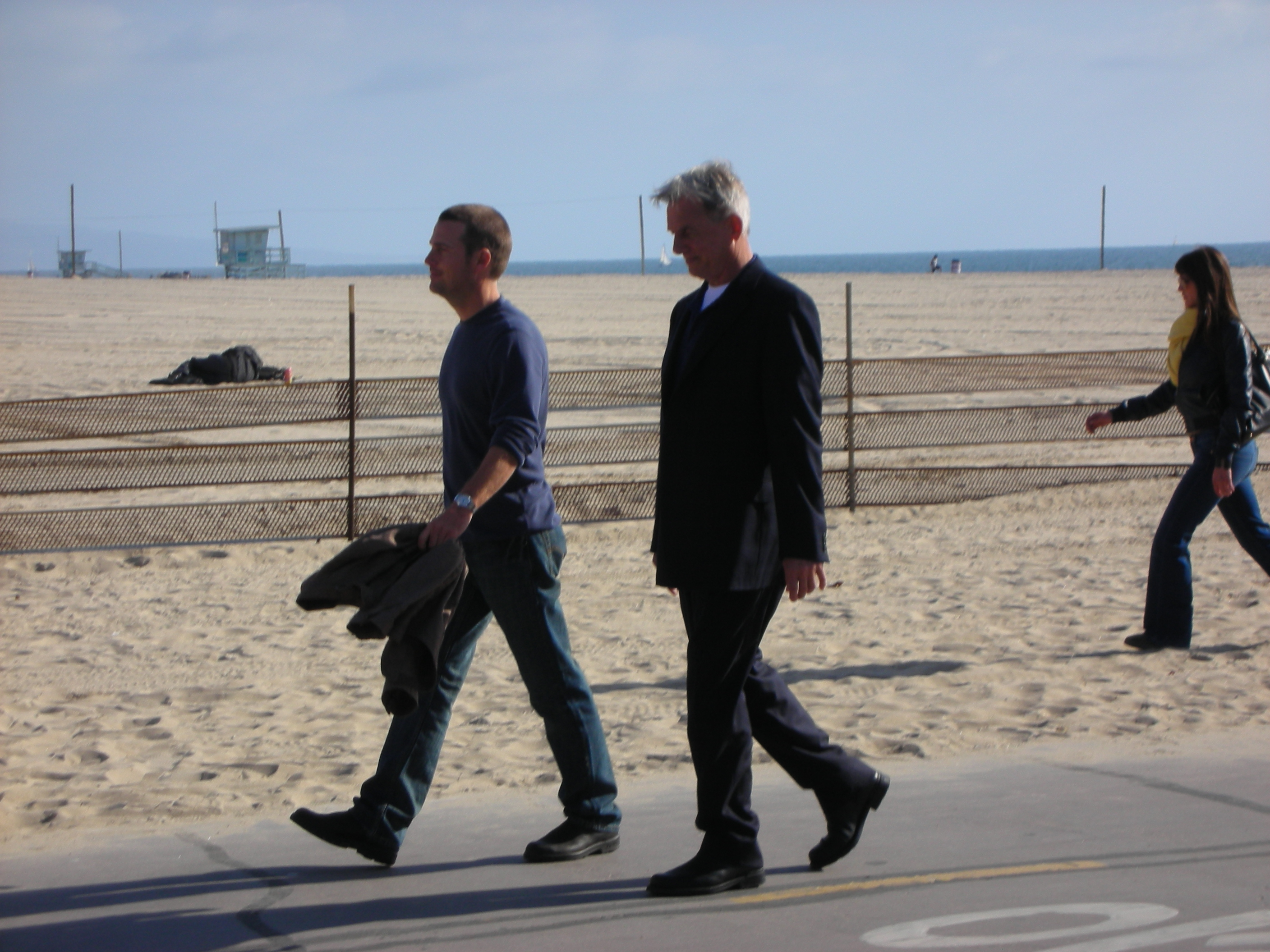
Scena dell'episodio

- Titolo originale: Legend (part 1)
- Diretto da: Tony Wharmby
- Scritto da: Shane Brennan

### Trama
Un marine sotto sorveglianza viene ritrovato morto. Gibbs e McGee, quindi, si recano a Los Angeles per indagare insieme al team del luogo, ma il caso si trasforma ben presto in qualcosa di molto più complesso. Quando si scoprirà anche l'esistenza di un traffico d'armi, l'indagine si trasforma in una questione di sicurezza nazionale e i due team uniscono tutte le loro forze per risolvere il mistero. Nel frattempo, Tony trova il tempo per scavare nella vita privata di Ziva.
- Questo è il primo dei due episodi pilota della serie NCIS: Los Angeles, spin off di NCIS.

## Leggenda (seconda parte)
- Titolo originale: Legend (part 2)
- Diretto da: James Whitmore Jr
- Scritto da: Shane Brennan

### Trama
L'indagine di Los Angeles continua e spunta il nome dell'agente del Mossad Michael Rivkin, l'amante di Ziva. Tony, quindi, si trova costretto a mettere in discussione la sua fedeltà all'NCIS. Nel frattempo, a Los Angeles, l'agente speciale Callen cerca di infiltrarsi sotto copertura nella cellula terroristica, e lo psicologo Nate Getz scopre la verità sul rapporto tra Gibbs e l'agente speciale Lara Macy. Alla fine, tutti i componenti della cellula vengono uccisi, Rivkin prende il volo per Tel Aviv, e McGee e Gibbs possono ritornare a Washington. Nelle scene finali, però, si vede che all'agente Callen sparano per strada, ferendolo in modo grave. 
- Questo è il secondo dei due episodi pilota della serie NCIS: Los Angeles, spin off di NCIS.

## Gioco pericoloso
- Titolo originale: Semper Fidelis
- Diretto da: Tony Wharmby
- Scritto da: Jesse Stern

### Trama
Durante una partita a poker tra i dirigenti delle principali agenzie federali statunitensi, un agente dell'ICE addetto alla sicurezza rimane ucciso. Ad indagare viene chiamata l'NCIS, che scoprirà, quindi, di essere stata esclusa da quella apparentemente informale riunione. Si scoprirà che il colpevole è un terrorista che aveva cercato di inserire una microspia nel luogo della riunione, che verrà poi ritrovato morto, apparentemente suicidato. La riunione delle agenzie, in realtà, non era informale, ma si discuteva di sicurezza interna e dei rapporti con il Mossad, e l'NCIS era stata esclusa perché si decideva se affidare al direttore Vance un'operazione correlata. Alla fine della vicenda Tony, con l'aiuto di Abby, continua ad indagare sullo strano suicidio del terrorista, e scopre che dal suo computer era stato fatto un collegamento con l'abitazione di Ziva. Così decide di recarsi di persona all'abitazione della collega, ma ad aprirgli la porta trova Rivkin, nonostante i due avessero già avuto poco prima un incontro, in cui Tony gli intimava di tornarsene in Israele. Tony, avendo capito che Rivkin è il vero colpevole dell'agente dell'ICE ucciso, cerca di arrestarlo, ma Rivkin reagisce aggredendolo e, dopo una colluttazione, Tony gli spara, uccidendolo, proprio mentre Ziva stava rientrando.

## Vendetta
- Titolo originale: Aliyah
- Diretto da: Dennis Smith
- Scritto da: David J. North

### Trama
Dopo la morte di Rivkin, Tony e Ziva fanno rapporto a Gibbs e Vance sull'accaduto; quest'ultimo, per salvaguardare i rapporti con il Mossad, decide di recarsi personalmente con Gibbs, Tony e Ziva a Tel Aviv. Qui, Tony viene interrogato direttamente dal direttore del Mossad, Eli David, nonché padre di Ziva. Il confronto tra i due è acceso, poiché Tony rimane sarcastico ed ironico come sempre, ma proprio grazie a questo riesce a far sì che Eli si lasci sfuggire che Rivkin seguisse i suoi ordini, di fatto ribaltando la situazione. Nel frattempo, Gibbs, aiutato da Abby e McGee da Washington, scopre che Ziva aveva avuto di recente contatti con il Mossad e aveva tenuto nascoste informazioni al resto della squadra, incluso il fatto che Rivkin avesse ucciso un agente americano. Ziva ha un forte confronto con Tony: lei è convinta che Tony volesse uccidere Rivkin sin dall'inizio e non è disposta a credere il contrario, mentre lui afferma di averlo fatto solo per proteggerla. Alla fine, si scopre che Rivkin era diventato un agente scomodo per il Mossad e, poiché Rivkin aveva ucciso un agente americano, i rapporti diplomatici rimangono intatti. Ziva ha un confronto con il padre e gli domanda se DiNozzo avesse ragione su Rivkin, Eli afferma che è possibile e dice a Ziva di non essere sicuro di potersi fidare di lei perché la sua lealtà verso l'NCIS sembra aver superato quella nei confronti del Mossad, e le chiede di tornare in Israele per prendere il posto di Rivkin.
Prima di ripartire per Washington, Ziva è ancora arrabbiata con Tony e chiede a Gibbs di trasferirlo per non avere in squadra un compagno di cui non si può fidare. Ma Gibbs capisce che è una richiesta impossibile, fatta perché lei vuole restare nel Mossad, e allora riparte con Tony e Vance, lasciando Ziva in Israele dopo averle detto addio. Gibbs parla con Vance, dicendogli di voler dare tempo a Ziva di cambiare idea, ma Vance non sembra propenso a concedergli la richiesta. Gibbs afferma di aver ancora fiducia in Ziva, per averlo salvato da Ari quattro anni prima, ma Vance gli rivela non solo di averlo sempre saputo, ma anche che Ziva fosse stata mandata a Washington da Eli proprio per uccidere il fratellastro sin dall'inizio e di fare in modo, attraverso questo gesto, di ottenere la fiducia di Gibbs. L'agente rimane spiazzato per essere stato raggirato da Eli attraverso Ziva, ma decide comunque di aspettare un po' di tempo prima di prendere un nuovo agente in squadra.
Nella scena finale, si vede Ziva legata e torturata in una stanza, mentre cercano di estorcerle informazioni sull'NCIS.